# رود کاناس
رود کاناس (به لاتین: Kanas River) یک رود در چین است که در سین‌کیانگ واقع شده‌است.